# Ball Aerospace & Technologies

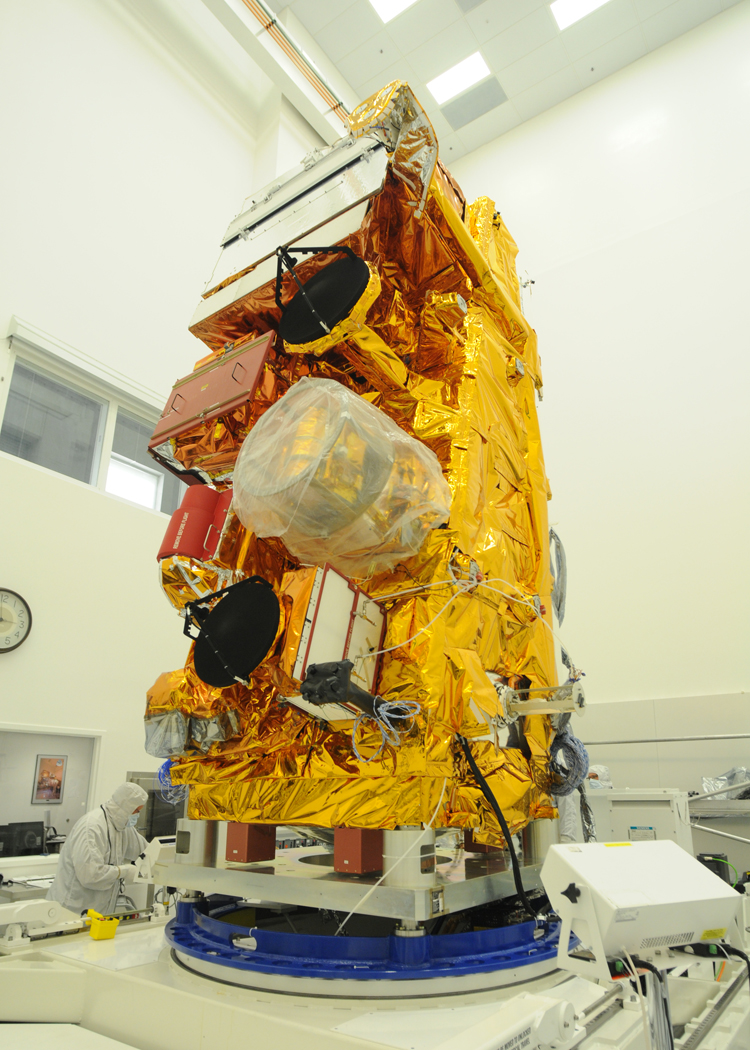
Le satellite Suomi NPP construit par Ball en chambre stérile, janvier 2011.

Ball Aerospace & Technologies Corp. (plus communément appelé Ball Aerospace) est un constructeur et équipementier aérospatial américain fondé en 1956 travaillant notamment pour le département de la défense de ce pays   ainsi que pour les applications civiles et commerciales dans le domaine spatial.
La société a son siège social à Boulder dans le Colorado et elle est cotée en bourse au NYSE (NYSE: BLL). Elle est principalement basée à Broomfield et Westminster dans le Colorado, avec d'autres implantations au Nouveau-Mexique, dans l'Ohio, la Virginie, le Maryland et en Géorgie, Elle figurait en 2008 au 96e rang mondial des entreprises travaillant dans la défense avec un total de 746 millions de dollars de revenus dont 429 millions dans le domaine militaire. En 2010, elle employait 2 700 personnes et son chiffre d'affaires s'élevait à 713,7 millions de dollars.

## Histoire
En août 2023, BAE Systems annonce l'acquisition pour 5,6 milliards de dollars de Ball Aerospace, qui appartenait à Ball Corporation.

## Production
Ball Aerospace est un fournisseur d'équipements spatiaux très pointus en particulier dans le domaine de l'optique. Il construit ainsi les télescopes des satellites d'astronomie spatiale comme le James Webb Space Telescope,  Kepler, Wide-field Infrared Survey Explorer ou par le passé le télescope Hubble ou Infrared Astronomical Satellite ou  l'instrument HiRISE de l'orbiteur martien Mars Reconnaissance Orbiter. Il construit également des satellites entiers comme Deep Impact.